# Franz Xaver Krautbauer

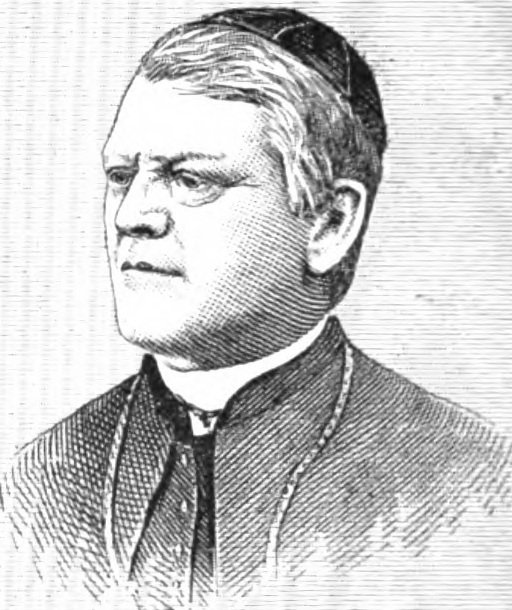
Bischof Franz Xaver Krautbauer (1886)

Franz Xaver Krautbauer (* 12. Januar 1824 in Mappach, heute ein Ortsteil von Bruck in der Oberpfalz, Bayern; † 17. Dezember 1885 in Green Bay, Wisconsin) war ein römisch-katholischer Bischof im mittleren Westen der USA.

## Leben und Wirken
Franz Xaver Krautbauer wurde in dem Oberpfälzer Weiler Mappach geboren, studierte erst im Regensburger Priesterseminar, dann in München und erhielt schließlich dort am 16. Juli 1850 die Priesterweihe von seinem Heimatbischof Valentin Riedel.
Noch im gleichen Jahr ging er durch Vermittlung des bayerischen Ludwig-Missions-Vereins und auf Einladung des gerade in Deutschland zu Besuch weilenden Bischofs John Timon von Buffalo, als Missionar in die Vereinigten Staaten von Amerika. In der Diözese von Bischof Timon wirkte Krautbauer 8 Jahre lang als Seelsorger; in Buffalo selbst, in Collins und in Rochester. Hier erwarb der Priester am 27. September 1856 auch die amerikanische Staatsbürgerschaft.

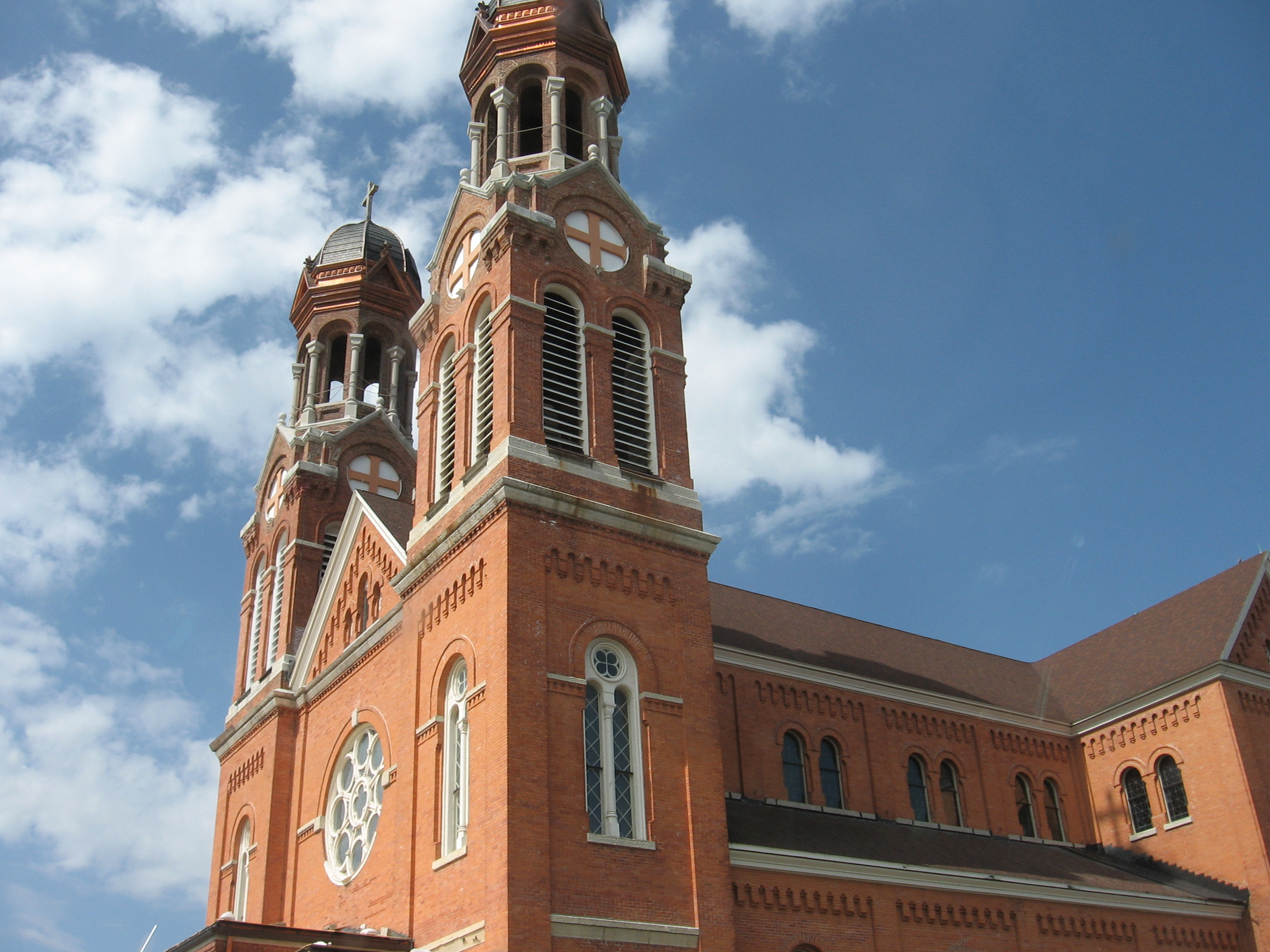
Kathedrale St. Francis Xavier erbaut unter Bischof Krautbauer

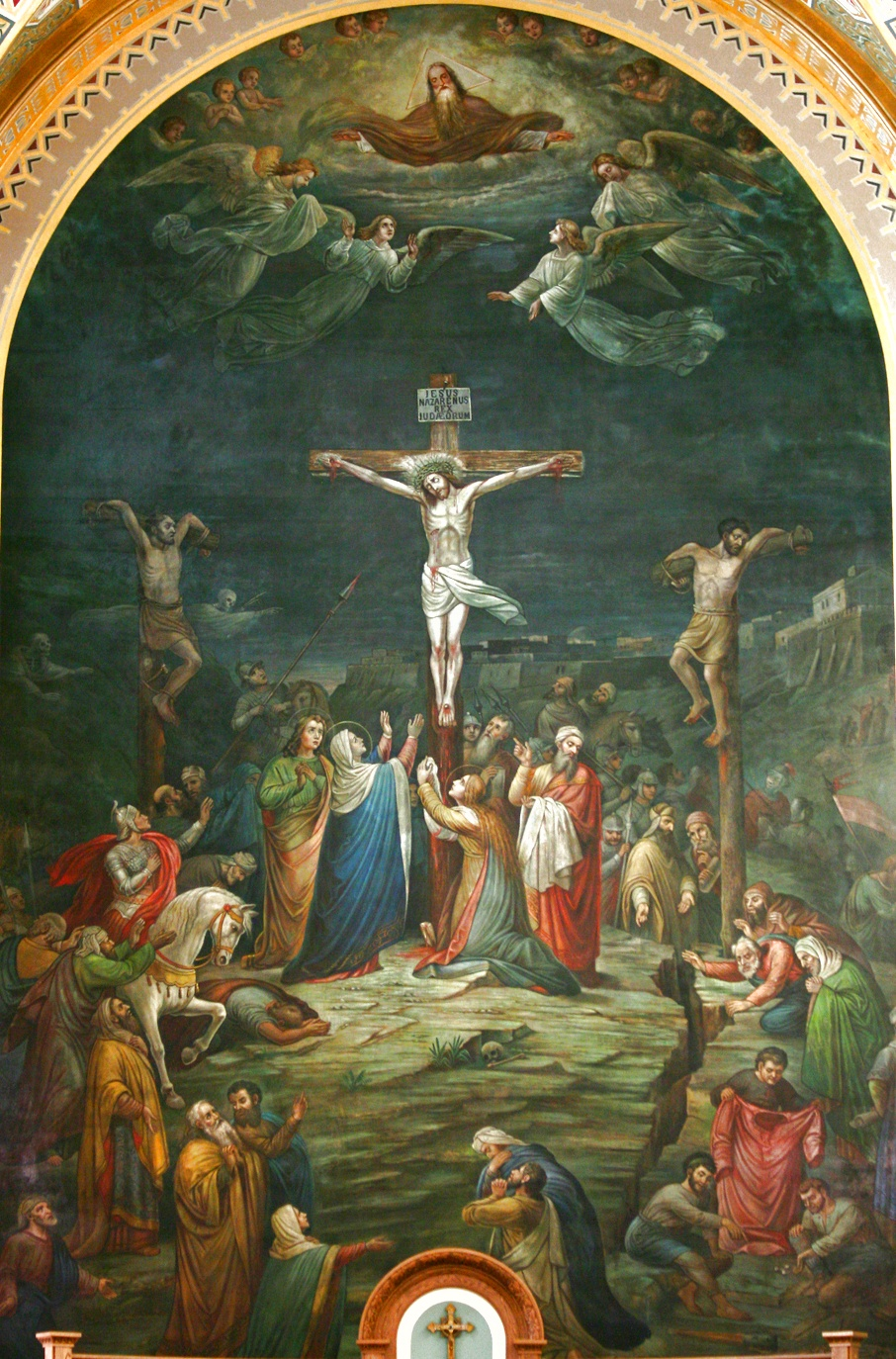
Das auf Bischof Krautbauers Wunsch von Johann Schmitt geschaffene Monumentalbild der Kreuzigung, in der Kathedrale von Green Bay

1859 berief ihn der Schweizer Bischof Johann Martin Henni von Milwaukee in seine Diözese zur seelsorgerischen Betreuung der dort neu angesiedelten Bayerischen Schulschwestern. Krautbauer übernahm das Amt des Superiors und Spirituals der örtlichen Nonnenkongregation. Bischof Henni wählte sich den Priester als persönlichen theologischen Berater beim regionalen Konzil von Baltimore 1866 aus. Auf dem Michigansee überlebte Franz Xaver Krautbauer im September 1873, bei einer Reise nach Buffalo, zur Beerdigung seines Schwagers, mit knapper Not den Untergang des Dampfers. Er erlitt einen Schock und blieb seither nervlich angegriffen.
Am 12. Februar 1875 ernannte Papst Pius IX. den Bayern zum Bischof von Green Bay in Wisconsin; am 29. Juni des Jahres erhielt er die Weihe durch Johann Martin Henni in Milwaukee.
Krautbauer war befreundet mit dem späteren Erzbischof Friedrich Xaver Katzer aus Österreich, den er als Sekretär nach Green Bay mitnahm. Dort ließ er 1876–1881 die Kathedrale St. Francis Xavier erbauen, welche die Ludwigskirche in München  zum Vorbild hat. Für den Chorbereich bestellte er bei dem badischen Maler Johann Schmitt eine monumentale „Kreuzigung“, die bis heute zu den bemerkenswertesten und schönsten Wandgemälden in den USA zählt.
Der bayerische Oberhirte bemühte sich besonders um Schulen und Erziehung sowie um die Gleichberechtigung der verschiedenen Nationalitäten unter seinen Gläubigen.
1877 fuhr der Prälat im Rahmen des Ad-limina-Besuches nach Rom und verbrachte dann einen Monat in seiner bayerischen Heimat, wo man ihn als den „Bauernbuben, der Bischof wurde“ feierte. 1884 nahm er als Theologe am 3. Plenar-Konzil zu Baltimore teil. Seine spezielle Sorge galt den Menominee Indianern im Reservat von Keshena, wohin er Franziskaner zu deren Betreuung entsandte.
Als Bischof Krautbauer am Morgen des 17. Dezember 1885 nicht aufstand, fand ihn gegen 8.00 Uhr sein langjähriger Freund und nunmehriger Generalvikar Friedrich Xaver Katzer tot im Bett auf. Er war kurz zuvor einem Schlaganfall erlegen. Katzer wurde auch sein Nachfolger im Bischofsamt.
Krautbauer wurde am 22. Dezember in der Kathedrale von Green Bay bestattet, die unter ihm erbaut und seinem Namenspatron dem Heiligen Franz Xaver geweiht worden war. Nach testamentarischem Willen fand er sein Grab im nördlichen Querschiff, unter einem Zugang zum Beichtstuhl, damit die Gläubigen zum Empfang des Bußsakraments über ihn hinweg gehen sollten.
Sein Landsmann, Erzbischof Michael Heiß von Milwaukee zelebrierte das Pontifikalrequiem und der ebenfalls aus Bayern stammende Bischof Kilian Kaspar Flasch gehörte zu den Trauergästen.
Die New York Times bezeichnete Bischof Krautbauer im Nachruf vom 18. Dezember 1885, als einen der „gutherzigsten und großzügigsten“ Männer Amerikas.
In Bruck in der Oberpfalz, der alten Heimat Franz Xaver Krautbauers, ist die „Bischof-Krautbauer-Straße“ nach ihm benannt.